# Мерида (Юкатан)
Ме́рида (исп. Mérida) — город в Мексике, столица штата Юкатан, а также административный центр одноимённого муниципалитета. Самый крупный по населённости город на полуострове Юкатан. Численность населения, по данным переписи 2010 года, составила 777 615 человек.
Город обслуживает международный аэропорт имени Мануэля Крессенсио Рехона.

## История
Город был основан 6 января 1542 года на развалинах древнего города майя Тхо. Камни развалин послужили строительным материалом для испанских колонизаторов во главе с Франсиско де Монтехо и Леон. Руины напомнили колонизаторам сохранившиеся римские крепости в испанском городе Мерида, в честь него и назвали новое поселение. Мерида стала самым первым городом Юкатана, построенным испанскими колонизаторами, а остальные города закладывались уже по его образцу. Это старинный город со своими традициями, где присутствует архитектура испанских колонистов и европейцев, с узкими улочками и тенистыми парками.

## Общие сведения
Белый город — так называют Мериду из-за добываемого известняка и выкрашенных белой краской стен домов.

### Экономика
Узел шоссейных и железных дорог. Аэропорт международного значения. Центр одного из крупнейших в мире районов плантаций грубоволокнистой агавы — хенекена. Текстильная (переработка хенекена), пищевая, металлообрабатывающая промышленность. Вывоз продукции через порт Прогресс. Университет. Туризм.

### Архитектура
В Мериде прямоугольная сеть улиц (в основе — улицы древнего города майя). Большинство сооружений XVI-XVIII веков имеет суровый крепостной облик.

### Международные события
- 9-11 декабря 2003 года в Мериде проходила Политической конференции высокого уровня, на которой была открыта для подписания Конвенция ООН против коррупции. Уже на конференции Конвенцию подписали около 100 государств.

### Современность
По воскресеньям дороги для автомобилистов закрываются и начинается праздник. Улицы города заполнены танцующими фольклорными группами, а в 13:00 около дворца Правительства проходит традиционная церемония майя.

## Климат
В Мериде тропический климат с сухой зимой и дождливым летом. Город расположен в зоне ветров пассат, дующих с востока, близко к северным тропикам. Температуры высокие, влажность зависит от времён года. Средняя ежегодная температура достигает +33 °C: +28 °C в январе и +36 °C в мае. Полуденный зной часто достигает +38 °C. Низкие температуры зафиксированы на уровне +18 °C в январе и +23 °C в мае-июне. В Мериде всегда на пару градусов жарче, чем на побережье, из-за своего расположения на низменности. Сезон дождей длится с июля по октябрь из-за мексиканского муссона, несущего тёплый, влажный поток воздуха с побережья. В это время часты тропические волны и тропический циклон.
| Показатель                    | Янв. | Фев. | Март | Апр. | Май  | Июнь | Июль | Авг. | Сен. | Окт. | Нояб. | Дек. | Год  |
| ----------------------------- | ---- | ---- | ---- | ---- | ---- | ---- | ---- | ---- | ---- | ---- | ----- | ---- | ---- |
| Абсолютный максимум, °C       | 37,0 | 39,9 | 41,0 | 43,0 | 44,0 | 42,0 | 40,4 | 39,6 | 40,3 | 38,7 | 37,8  | 36,0 | 44,0 |
| Средний суточный максимум, °C | 30,5 | 32,1 | 34,1 | 36,2 | 37,3 | 35,9 | 35,0 | 34,9 | 34,3 | 32,9 | 31,5  | 30,4 | 33,8 |
| Средняя температура, °C       | 23,1 | 24,4 | 25,8 | 27,8 | 29,3 | 28,5 | 27,9 | 27,8 | 27,5 | 26,5 | 24,8  | 23,6 | 26,4 |
| Средний суточный минимум, °C  | 17,6 | 18,6 | 19,4 | 21,2 | 23,0 | 23,4 | 23,1 | 22,9 | 22,8 | 21,7 | 19,8  | 18,7 | 21,0 |
| Абсолютный минимум, °C        | 5,7  | 5,0  | 6,0  | 10,5 | 12,7 | 17,2 | 19,0 | 17,4 | 16,0 | 11,4 | 9,0   | 6,5  | 5,0  |
| Норма осадков, мм             | 40   | 48   | 63   | 177  | 236  | 164  | 119  | 152  | 229  | 283  | 195   | 79   | 1785 |
| Источник: «Погода и Климат»   |      |      |      |      |      |      |      |      |      |      |       |      |      |

## Достопримечательности
- муниципальный дворец Каса дель Монтехо, построенный в 1542 году семьёй основателя Мериды Франсиско де Монтехо и где на сегодняшний день находится филиал Банка Мексики.
- Собор Сан-Ильдефонсо (1563-99, архитекторы П, де Аулестия, Ф. де Аларкон и др.; южная башня — 1713). Самый большой в Юкатане.
- монастырь Сан-Франсиско (1561, архитектор А. де Таранкон), дом Ф. де Монтехо (1549-51; декор в стиле платереско)
- церковь — Лас-Монхас (1610-33)
- церковь Ла-Мехорада (1640)
- церковь Ла-Терсера (конец XVII века)
- церковь Сан-Кристобаль (1755—1799)
- церковь Сан-Хуан-де-Дьос (1770) и др.
- Археологический и исторический музей Юкатана (керамика и скульптура майя, искусство колониального периода),
- Большой музей мира майя — археологический музей (открыт в 2012 году), посвящённый истории и культуре Юкатана, проживающему здесь народу майя.

## Фотографии

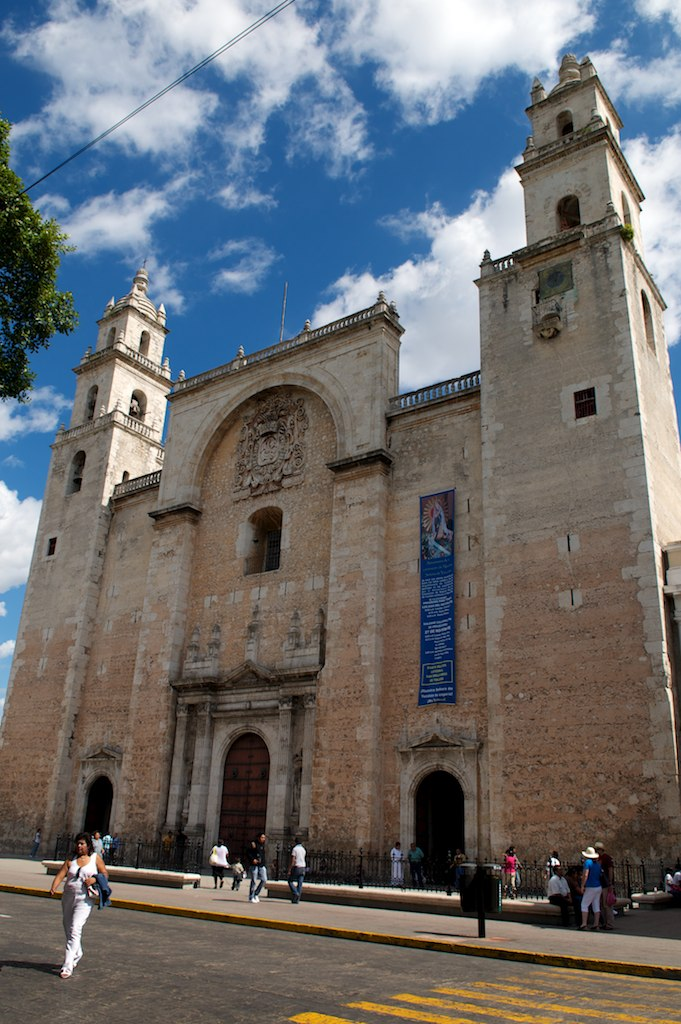
Кафедральный собор
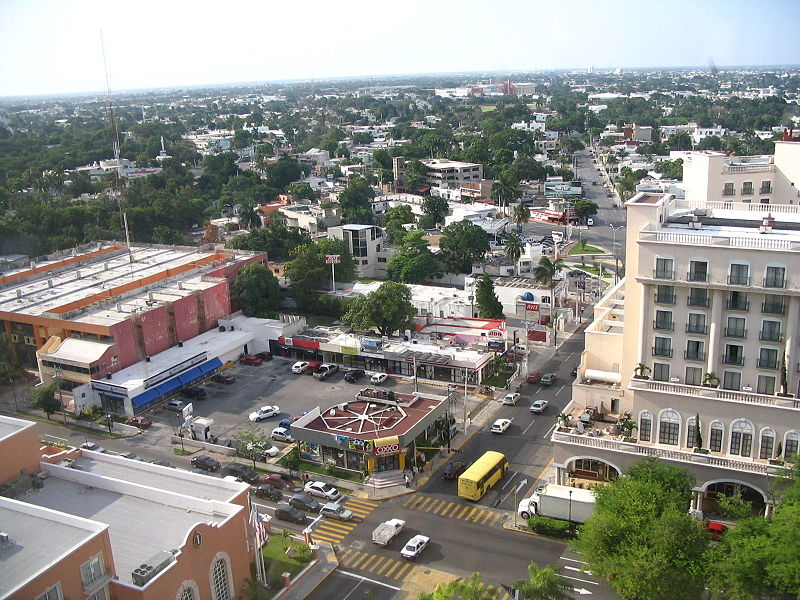
Вид на город
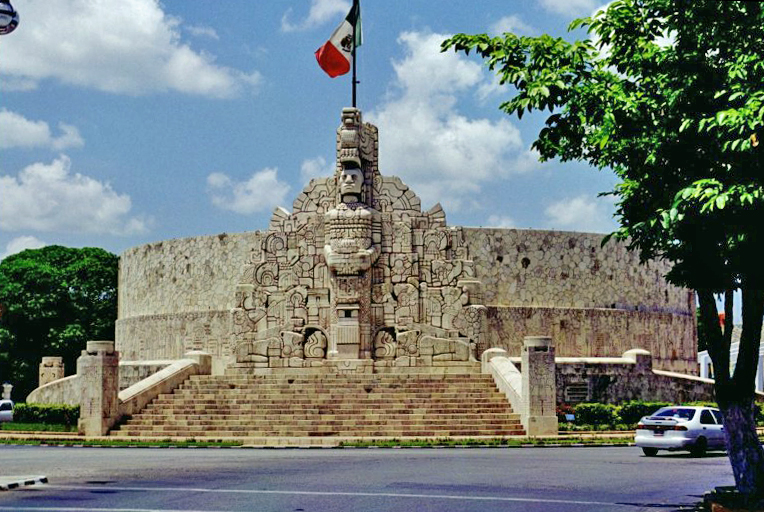
Монумент в честь Франциска де Монтехо, завоевателя полуострова Юкатан и основателя Мериды
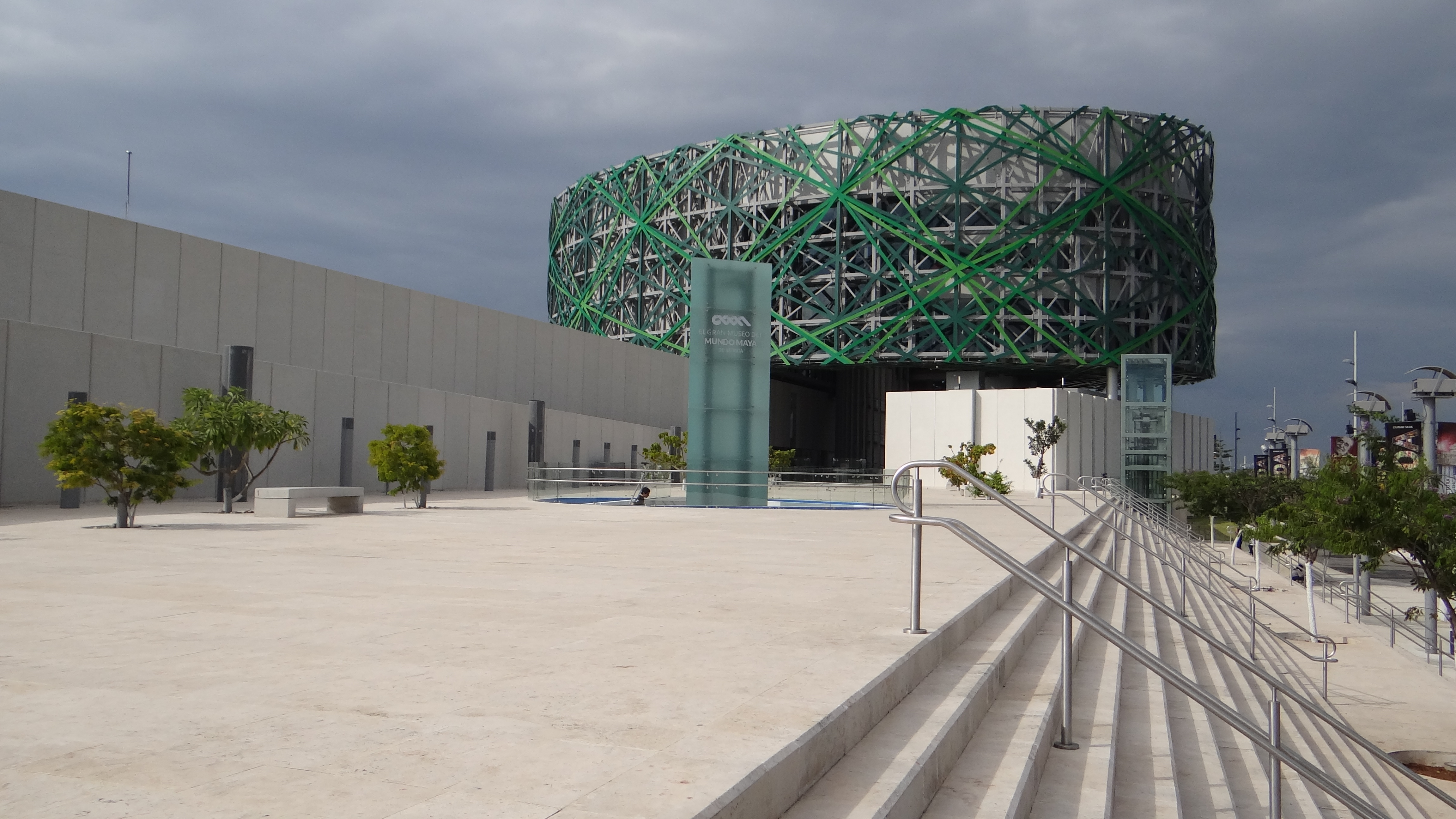
Большой музей мира майя
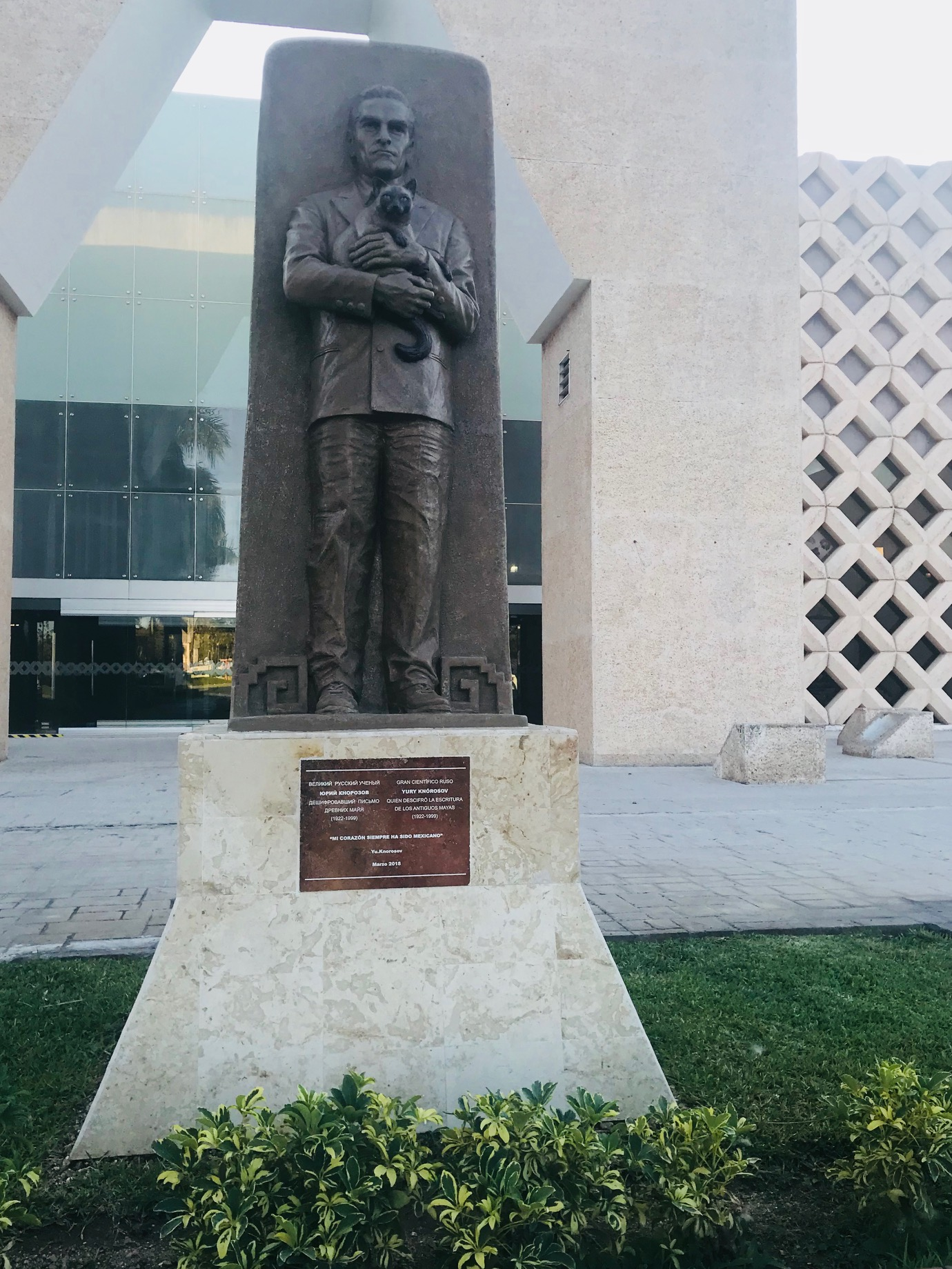
Памятник Юрию Кнорозову установлен 11 марта 2018.

## Известные люди
- Армандо Мансанеро
- Монтехо, Франсиско де (Младший)
- Элихио Анкона